# Jordin Sparks (álbum)
Jordin Sparks es el álbum debut homónimo de la cantante estadounidense de pop y R&B Jordin Sparks, publicado el 20 de noviembre de 2007 en Estados Unidos y el 27 de noviembre de 2007 en Canadá. En Estados Unidos, debutó en el número diez de la lista Billboard 200 con unas ventas de 119.000 copias en la primera semana. Ha producido cuatro sencillos entre los veinte primeros, con "Tattoo" en el número ocho del Billboard Hot 100 de Estados Unidos, y "No Air" en el número tres. El álbum ha vendido más de 3 millones de copias en todo el mundo, su álbum más vendido con diferencia. Sparks apoyó el álbum con el As I Am Tour y el Jesse & Jordin LIVE Tour. El álbum fue certificado Platino por ventas superiores a 1.000.000 por la RIAA en EE. UU. el 12 de diciembre de 2008.

## Antecedentes
Sparks ganó la sexta temporada de American Idol. El 17 de agosto de 2007, se anunció que Sparks había firmado con 19 Recordings/Jive Records/Zomba Label Group, convirtiéndose en el primer Idol en unirse al grupo discográfico, siendo el segundo David Archuleta al año siguiente.
Todos los ganadores y finalistas anteriores de Idol están o firmaron con RCA Label Group (Fantasia, Ruben Studdard), Arista (Justin Guarini, Taylor Hicks, Blake Lewis) o RCA (Kelly Clarkson, Bo Bice, Clay Aiken, Katharine McPhee, Chris Daughtry, Diana DeGarmo y los participantes sucesores de Idol como David Cook), con la excepción de Carrie Underwood firmada con Arista Nashville. Sparks ha declarado que grabó algunas canciones para el álbum, pero la mayor parte de la grabación se realizó en Los Ángeles después de que terminó la gira. Ella dijo que el álbum sería "Top 40, material edificante y amigable para la radio". Con suerte mezclar "el sonido pop rock de Kelly Clarkson con el toque R&B de Beyoncé".

## Lanzamiento y promoción
Jordin confirmó en su MySpace que la lista oficial de canciones, así como el lanzamiento, incluirían pistas extra en Wal-Mart, Sony y iTunes Store. En octubre se publicó un vídeo exclusivo de la sesión de fotos de Jordin Sparks en el canal YouTube de Sparks, donde se podían escuchar fragmentos de "Permanent Monday", "Overcome" y "One Step at a Time". Hay dos portadas disponibles del álbum, una para EE. UU. y Canadá, y otra para el Reino Unido y Australia, aunque la portada de EE. UU. y Canadá estuvo disponible en el Reino Unido y Australia (en tiendas y en iTunes) hasta que "No Air" salió en aquellos países en los que se lanzó la nueva portada. La canción "Permanent Monday" apareció en el episodio de audición de Salt Lake City en la octava temporada de American Idol (American Idol (temporada 8)). La canción "Young and In Love" y "This Is My Now" aparecieron en episodios espirituales de The Hills de MTV.

### Sencillos
- El primer sencillo lanzado fue "Tattoo", que fue lanzado en la radio de EE. UU. el 27 de agosto de 2007.[7] La canción se convirtió en el primer éxito entre los diez primeros del álbum, alcanzando el puesto número ocho en el Billboard Hot 100.

- El segundo sencillo lanzado fue "No Air", a dúo con Chris Brown,[8] que alcanzó el número tres en el Billboard Hot 100. El 28 de febrero de 2008 Billboard declaró que "No Air" fue el principal ganador de ventas digitales después de vender 73.000 descargas.[9] Ambos "tatoo" y "No Air" han sido certificados platino por la RIAA.[2] "No Air" también ha alcanzado el número uno en las listas de sencillos de Australia y Nueva Zelanda. "No Air" fue la canción número uno de 2008 en Nueva Zelanda.

- El tercer sencillo del álbum, "One Step at a Time" fue lanzado el 10 de junio de 2008 y alcanzó el puesto diecisiete en el Hot 100, lo que le dio a Sparks su cuarto Top 20 consecutivo.[10] Ella es la única concursante de "American Idol" cuyos primeros cuatro sencillos se convirtieron en éxitos Top 20.

### Otras canciones
- "This Is My Now" fue lanzada después de la victoria de Sparks en American Idol. La canción alcanzó el Top 20 en el Billboard Hot 100, pero nunca recibió un lanzamiento oficial como sencillo.

## Recepción Crítica
La respuesta crítica a "Jordin Sparks" ha sido en general positiva. En Metacritic, que asigna una calificación media sobre 100 de los críticos principales, el álbum recibió una puntuación de 67, lo que indica "críticas generalmente favorables". En su reseña de Billboard, Gary Graff declaró que Sparks aportó "un primer esfuerzo que está en todo el mapa y funciona" mientras suena "exactamente como debería cantar a esta edad y en este momento de su carrera". ." USA Today descubrió que su debut aprovechaba los "puntos fuertes" de Sparks. Su voz clara y atractiva y su entusiasmo burbujeante están unidos a la limpieza. Canciones pop cortadas, más maduras que el pop de Disney pero completamente saludables y ultra pegadizas. La habitual serie de productores internacionales se combinan para ofrecer una secuencia de canciones consistentemente cautivadora."
La crítica de Boston Globe Sarah Rodman calificó el álbum como un "debut satisfactorio". Descubrió que "en su debut homónimo, Sparks y un elenco de productores de pop au courant combinan esa sensación de brillo, esfuerzo y sus poderosas flautas para un lanzamiento uniformemente agradable y apropiado para la edad que no debería decepcionar a los votantes". 
Entertainment Weekly le dio al álbum una calificación de B+, diciendo que su debut "es tan divertido y efervescente como cualquier arco post-'Idol" y agregó "'Idol ha coronado a los ganadores con voces aún más grandes, pero no lo ha hecho. No nos ha dado uno que sea más agradable para los oídos".  Sal Cinquemani, que escribe para Slant Magazine, describió el álbum como "una mezcla inteligente de las últimas tendencias pop y R&B [ eso] realmente se eleva."
El periodista de Washington Post Kevin O'Donnell calificó a Jordin Sparks como "un disco bastante consistente de pop pulido" que incluye "más errores que éxitos". Kelefa Sanneh de The New York Times consideró que Jordin Sparks "suena como una versión reflejada" de Blackout de Britney Spears (2007), con ambos proyectos centrados en el "pop electrónico aventurero". El crítico de Rolling Stone, Rob Sheffield, criticó la interpretación vocal de Sparks en el álbum y escribió que su "voz de balada no es tan fuerte como en el programa". También señaló que "el álbum la posiciona astutamente en el R&B con sabor a hip-hop; lo cual es interesante porque es un estilo que ella nunca tocó en [Idol] (a menos que No Doubt cuente)". name="rollingstone"/> Jason King de Vibe escribió que Jordin Sparks honra su "Wal-Mart imagen segura, y apesta a genérico. El equipo noruego Stargate produce una cuarta parte del álbum y sus sintetizadores entierran el carisma natural que convirtió a Sparks en un favorito semanal de "Idol"

## Desempeño comercial
El álbum debutó y alcanzó el puesto número diez en la lista Billboard 200 de EE. UU., con ventas en las primeras semanas de más de 119.000 copias. Fue certificado platino por la Recording Industry Association of America (RIAA) el 12 de diciembre de 2008.  En mayo de 2011, el álbum había vendido más de 1,0 millón de unidades en el país. En el Reino Unido, Jordin Sparks fue lanzado el 14 de abril de 2008, pero no entró en la UK Albums Chart hasta julio de 2008, donde alcanzó su punto máximo en el número 17.

## Lista de canciones
| Jordin Spark track listing |                                |                  |          |  |
| N.º                        | Título                         | Producer(s)      | Duración |  |
| 1.                         | «Tattoo»                       | Stargate         | 3:53     |  |
| 2.                         | «One Step at a Time»           | Jeberg           | 3:26     |  |
| 3.                         | «No Air» (con Chris Brown)     | The Underdogs    | 4:23     |  |
| 4.                         | «Freeze»                       | Stargate         | 4:13     |  |
| 5.                         | «Shy Boy»                      | Bloodshy & Avant | 3:22     |  |
| 6.                         | «Now You Tell Me»              | Espionage        | 3:07     |  |
| 7.                         | «Next to You»                  | Kiriakou         | 3:17     |  |
| 8.                         | «Just for the Record»          | Stargate         | 3:56     |  |
| 9.                         | «Permanent Monday»             | Kiriakou         | 4:12     |  |
| 10.                        | «Young and in Love»            | Bloodshy & Avant | 3:24     |  |
| 11.                        | «See My Side»                  | Bloodshy & Avant | 3:44     |  |
| 12.                        | «God Loves Ugly»               | Stephen Lipson   | 4:15     |  |
| 13.                        | «This Is My Now» (bonus track) | Lipson           | 3:51     |  |
| 49:08                      |                                |                  |          |  |

| Walmart edition |                  |             |          |  |
| N.º             | Título           | Producer(s) | Duración |  |
| 13.             | «Worth the Wait» | Kiriakou    | 3:37     |  |
| 14.             | «This Is My Now» | Lipson      | 3:51     |  |

| iTunes Store edition bonus tracks |                                               |               |          |  |
| N.º                               | Título                                        | Producer(s)   | Duración |  |
| 13.                               | «Virginia Is for Lovers»                      | Stargate      | 3:25     |  |
| 14.                               | «Save Me»                                     | Garibay       | 3:40     |  |
| 15.                               | «No Air» (acoustic version) (con Chris Brown) | The Underdogs | 4:13     |  |
| 16.                               | «This Is My Now»                              | Lipson        | 3:51     |  |

| Reissued digital deluxe edition bonus tracks |                          |             |          |  |
| N.º                                          | Título                   | Producer(s) | Duración |  |
| 13.                                          | «Virginia Is for Lovers» | Stargate    | 3:25     |  |
| 14.                                          | «Save Me»                | Garibay     | 3:40     |  |
| 15.                                          | «Worth the Wait»         | Kiriakou    | 3:37     |  |
| 16.                                          | «This Is My Now»         | Lipson      | 3:51     |  |

## Personal

### Músicos
- Voz: Jordin Sparks (pistas 1-2, 4, 6-9), (principal 3, 5, 10-12)
- Con la voz de: Chris Brown (pista 3) (Jive)
- Voz de fondo: Tracy Ackerman (pista 12), Sheree Ford Brown, Cathy Dennis (10), James Fauntleroy (3), Steve Russell (3), Chau Phan (5, 11)
- Guitarra: Dave Rainger, Henrik Jonback, Corky James, Andrew Hey e Ian Dench
- Bajo — Henrik Jonback, Alex Al, Emanuel Kiriakou y Walter Afanasieff

### Producción
- Productores: Stargate, Jonas Jeberg, Cutfather, Robbie Nevil, The Underdogs, Erik "Bluetooth" Griggs, Bloodshy & Avant, Espionaje, Emanuel Kiriakou, Klas Åhlund, Stephen Lipson
- Productor vocal: Andrew Wyatt
- Masterización: Tom Coyne
- Ingenieros: Mikkel S. Eriksen, Matty Green, Dabling Harward, Andrew Hey, Adam Kagen, Emanuel Kiriakou, Robert Smith, Brian Sumner, Pat Thrall, Tim Weidner y Eric Rennaker
- Ingenieros asistentes: Jeremy Garrett, Clint Lawrence, Mike Laza y Eric Rennaker
- Mezcla: Henrik Edenhed y Serban Ghenea
- Asistente de mezcla: Josh Houghkirk y Nik Karpen
- A&R: Nancy Roof y Jeff Fenster
- Fotografía: Mary Ellen Matthews

## Charts

### Weekly charts
| Chart (2007–08)                    | Peak position |
| ---------------------------------- | ------------- |
| Australia (ARIA)                   | 17            |
| Austria (Ö3 Austria)               | 41            |
| Bélgica (Ultratop flamenca)        | 66            |
| Canadá (Billboard Canadian Albums) | 12            |
| Países Bajos (Album Top 100)       | 41            |
| Alemania (Offizielle Top 100)      | 42            |
| Irlanda (IRMA)                     | 19            |
| Nueva Zelanda (Recorded Music NZ)  | 10            |
| Escocia (Scottish Albums Chart)    | 20            |
| Suecia (Sverigetopplistan)         | 57            |
| Suiza (Schweizer Hitparade)        | 29            |
| Reino Unido (UK Albums Chart)      | 17            |
| Estados Unidos (Billboard 200)     | 10            |

### Year-end charts
| Chart (2007)                    | Position |
| ------------------------------- | -------- |
| Australia (ARIA)                | 59       |
| Estados Unidos US Billboard 200 | 35       |

## Historial de Lanzamiento
| Región         | Fecha                   | Formato(s)           | Discográfica(s) | Ref.             |
| -------------- | ----------------------- | -------------------- | --------------- | ---------------- |
| Estados Unidos | 20 de noviembre de 2007 | CD, descarga digital | Jive            | [ 42 ]           |
| Canada         | 27 de noviembre de 2007 | CD, descarga digital | Jive            | [cita requerida] |
| Australia      | 29 de marzo de 2008     | CD, descarga digital | Sony Music      | [cita requerida] |
| Nueva Zelanda  | 29 de marzo de 2008     | CD, descarga digital | Sony Music      | [cita requerida] |
| Reino Unido    | 14 de abril de 2008     | CD, descarga digital | Sony Music      | [cita requerida] |
| Brasil         | 20 de abril de 2008     | CD                   | Sony Music      | [cita requerida] |
| Alemania       | 4 de julio de 2008      | CD, descarga digital | Sony Music      | [cita requerida] |
| Polonia        | 1 de septiembre de 2008 | CD                   | Sony Music      | [cita requerida] |
| Italia         | 6 de febrero de 2009    | CD                   | Sony Music      | [ 43 ]           |